# Kalcherové z Kalchernu

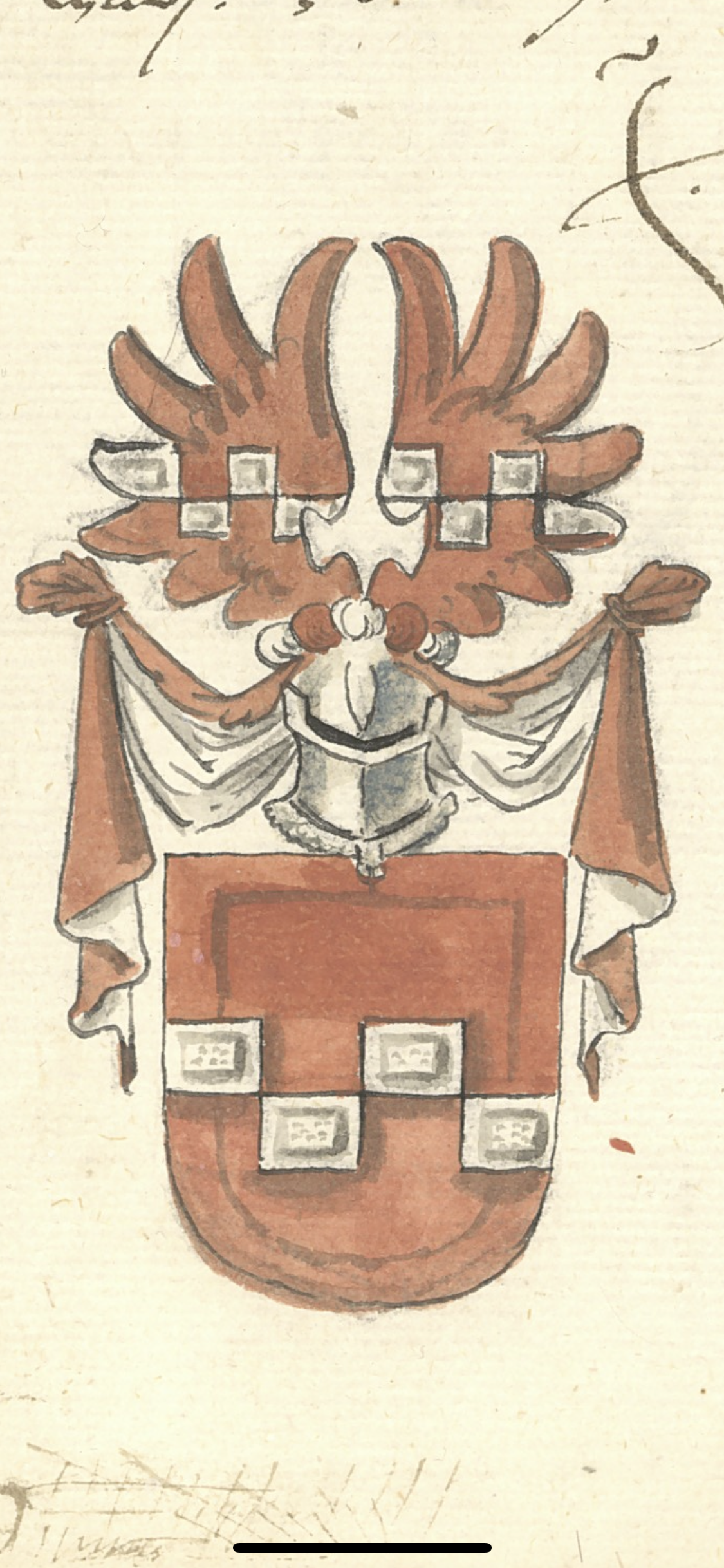
Erb Kalcherů z Kalchernu

Kalcherové z Kalchernu (též Kalicher, Kallicher, Khalcher nebo Khalcher von Kalchern) byli erbovní a šlechtický rod původem z Rakouska, jehož příslušníci žili v 16. a 17. století v Praze, působili na dvoře císaře Rudolfa II. a vlastnili v českých zemích řadu nemovitostí.

## Historie
Jednoznačně doloženými členy rodu v českých zemích byli Leopold Kalcher a jeho syn Tobiáš Kalcher, kteří obdrželi od císaře Rudolfa II. šlechtický erb v Praze 3. října 1593. V případě Leopolda jsou v erbovním listu zmíněny oddané a dobré služby domu rakouskému a zvlášť "milovanému a v dobrém vzpomínanému" císaři Ferdinandovi s ohledem na východní vojenská tažení pravděpodobně proti Osmanům. U Tobiáše jsou zmíněny věrné služby Rudolfovi II. na císařském dvoře za 12 let práce v úřadu zahradníka císařských okrasných zahrad. Tobiáš Kalcher byl dvořanem Rudolfa II. a působil i jako zástupce vedoucího císařské spižírny a dvorní nákupčí.

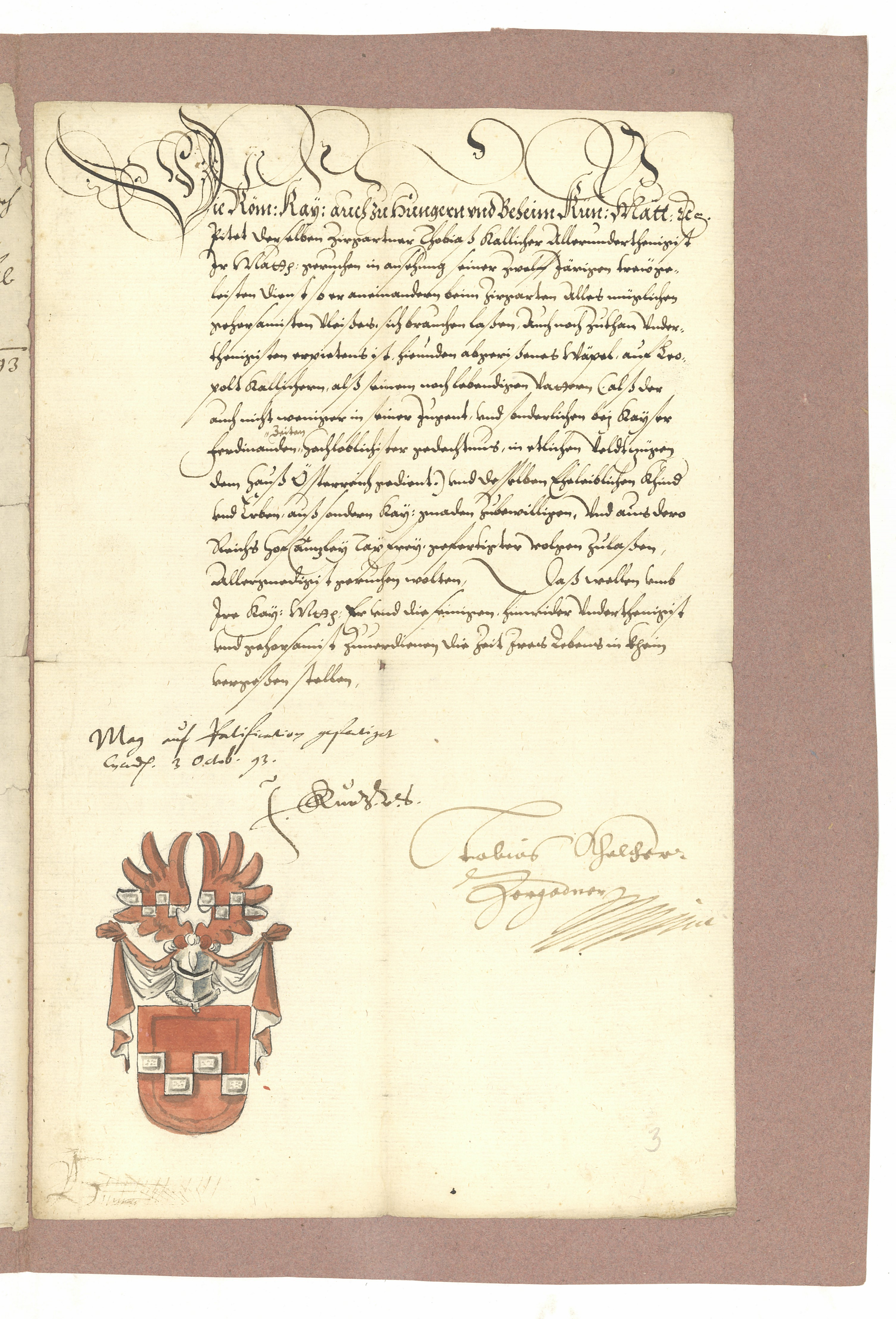
Erbovní list Leopolda a Tobiáše Kalcherových z roku 1593

Roku 1622 koupil Tobiáš Kalcher dům č. 187 "U Kříže" v Praze na Malé Straně na Zámeckých schodech. Dům pak zdědil jeho syn rytíř Tobiáš František Kalcher z Kalchernu. Rytíř Tobiáš ml. Kalcher z Kalchernu vlastnil v roce 1660 rovněž důl Svatý Andreas v Krušnohoří a řadu dalších usedlostí v okolí Prahy včetně Povříslovského dvora v Popovicích. Dochoval se rovněž záznam, dle kterého Tobiáš Kalcher, zvaný někdy pan Dobiáš, daroval kostelu Panny Marie ve Staré Boleslavi dne 3. dubna 1652 kalich se dvěma ampulkami a šálkem ve stříbře. S dcerou Tobiáše Kalchera staršího Marií Magdalenou se oženil jezdecký důstojník Jan Gantin.
Literatura dále uvádí několik osob s příjmením Kalcher ve Vídni, na Vysočině a Moravě, kde ovšem není prokázáno, zda byli tito příbuzní s Kalchery z Prahy. Dne 20. dubna 1568 byl ve Vídni udělen erb jistému Valentinu Kalcherovi. V letech 1729 až 1742 zastával funkci primátora Polné Václav Antonín Kalcher.  Kalcherovi vlastnili v Polné dům U Kalchrů, který ale roku 1749 při pobytu armády v Polné vyhořel. V roce 1790 polenský měštan Václav Ignác Kalcher získal v dědičný nájem obce Věžnice a Jamné společně se zámkem Jamné.  V Tovačově je pak v 18. století zaznamenán v úřadu purkmistra jistý Karel Kalcher.